# بريان كورتيس
بريان كورتيس (بالإسبانية: Bryan Cortés)‏ (19 أغسطس 1991 في تشيلي - ) هو مدرب كرة قدم ولاعب كرة قدم تشيلي في مركز الوسط. لعب مع سانتياغو واندررز ونادي أونيفرسيداد دي تشيلي ونادي كوبريلوا.

## وصلات خارجية
- بريان كورتيس على موقع قاعدة بيانات كرة القدم.إي يو (الإنجليزية)
- بريان كورتيس على موقع Soccerway.com (الإنجليزية)
- بريان كورتيس على موقع AS.com (الإسبانية)